# Epicrates monensis
Epicrates monensis là một loài rắn trong họ Boidae. Loài này được Zenneck mô tả khoa học đầu tiên năm 1898.

## Hình ảnh

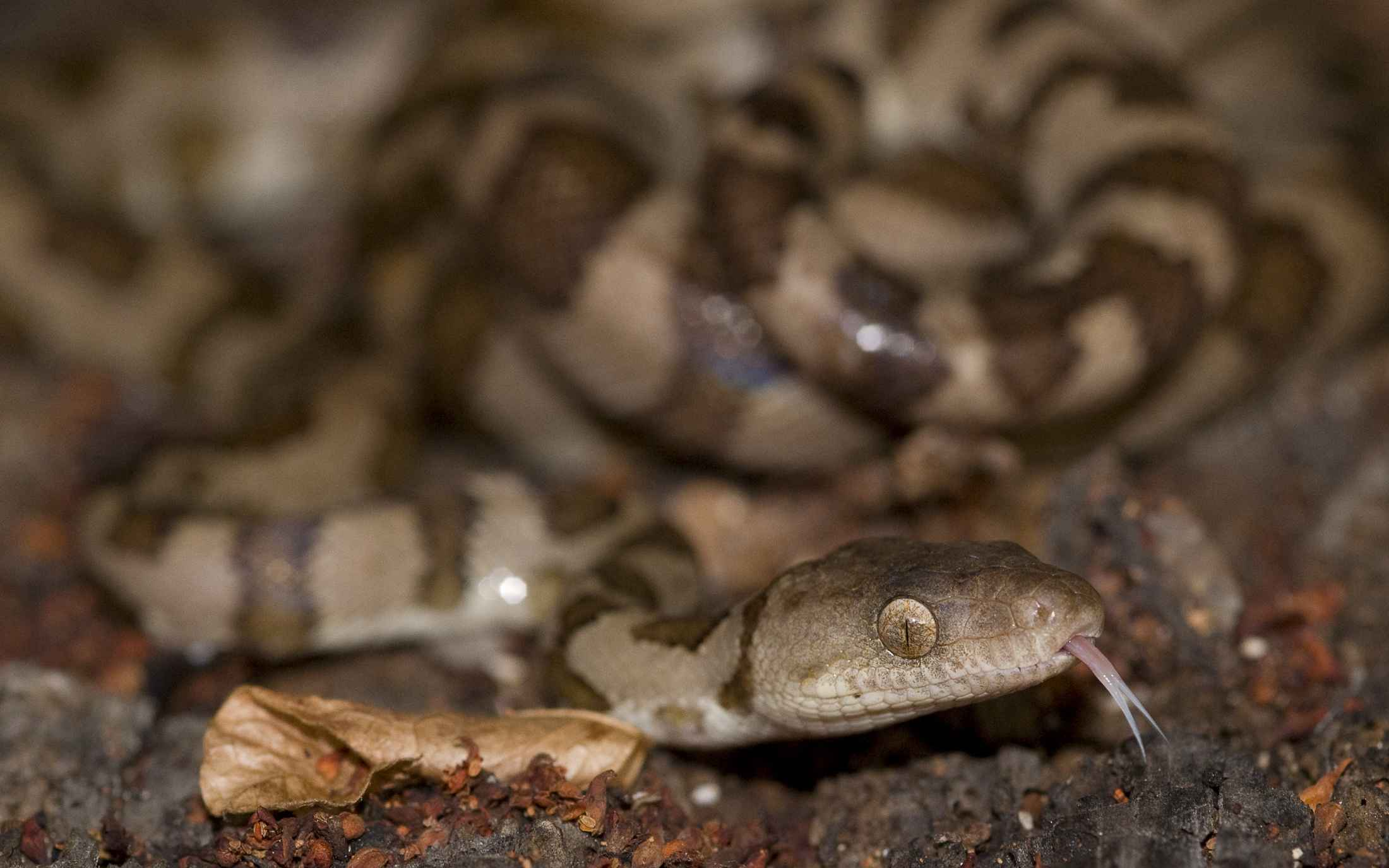
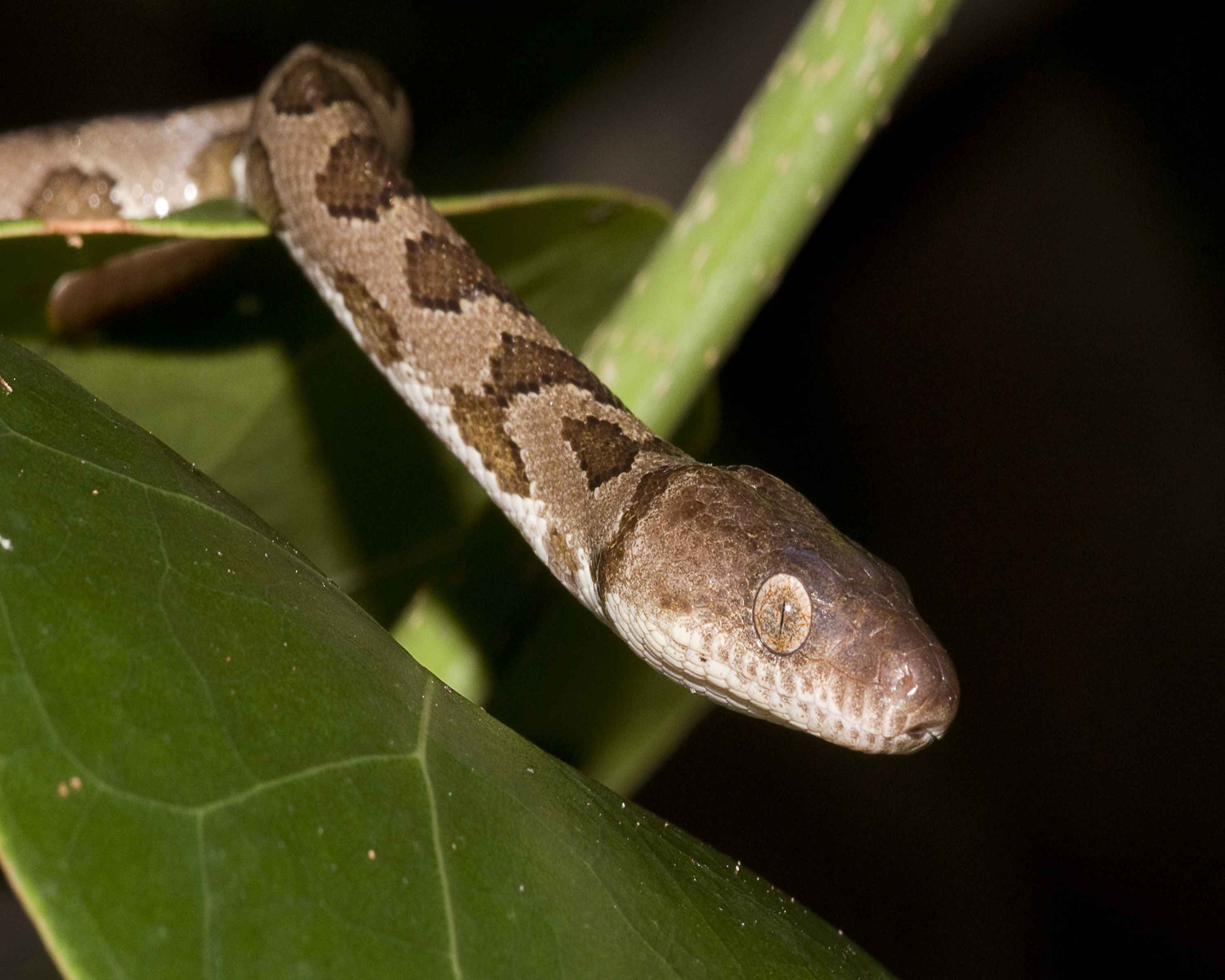